# 이기동 (축구 선수)
이기동(李期東, 1984년 5월 11일 ~ )은 대한민국의 은퇴한 축구 선수로, 포지션은 공격수였다.

## 클럽 경력
K3리그 2009 시즌 21골로 득점 1위를 차지했다. 이러한 활약을 바탕으로 2010 K리그 신인 드래프트에서 포항 스틸러스에 번외로 지명되어 입단하였다. 이로써 이기동은 K3리그 선수로서는 최초로 K리그에 진출한 선수가 되었다.
원래 포지션은 공격수였으나, 최문식 코치의 권유로 2군 리그에서는 왼쪽 풀백으로 주로 출전하였다. 2010년 5월 5일, 울산 현대와의 리그 경기에서 1군 데뷔전을 치렀다. 역시 풀백으로 출전하였고, 전반 27분 모따의 코너킥을 헤딩으로 연결하여 데뷔골을 성공시켰다.
2011년 7월 28일, 김선우와 트레이드되어 울산 현대로 이적하였다.

## 기록

### 클럽
2011년 7월 28일 기준
| 클럽          | 시즌 | 리그 | 리그 | 국내 컵 | 국내 컵 | 리그 컵 | 리그 컵 | 대륙 대회 | 대륙 대회 | 통산 | 통산 |
| 클럽          | 시즌 | 출장 | 득점 | 출장    | 득점    | 출장    | 득점    | 출장      | 득점      | 출장 | 득점 |
| ------------- | ---- | ---- | ---- | ------- | ------- | ------- | ------- | --------- | --------- | ---- | ---- |
| 청주 직지     | 2009 | 32   | 21   | 1       | 1       | -       | -       | -         | -         | 33   | 22   |
| 포항 스틸러스 | 2010 | 2    | 1    | 0       | 0       | 1       | 0       | 0         | 0         | 3    | 1    |
| 포항 스틸러스 | 2011 | 0    | 0    | 0       | 0       | 1       | 0       | 0         | 0         | 1    | 0    |
| 통산          | 통산 | 34   | 22   | 1       | 1       | 2       | 0       | 0         | 0         | 37   | 23   |